# Ркиз (озеро)
Ркиз — озеро в Мавритании. Располагается в одноимённом департаменте области Трарза. К северу от водоёма находится город, который также носит название Ркиз.

## Физико-географическая характеристика
Уровень воды в озере подвержен значительным колебаниям, амплитуда которых достигает 4,29 м. Средняя высота зеркала над уровнем моря составляет 1,5 м, максимальная — 3,35 м, минимальная — минус 0,93 м.
Площадь водоёма составляет 129,7 км². Длина — 34 км. Наибольшая ширина при среднем уровне воды достигает 5 км, во время разлива увеличиваясь до 8 км.
Котловина вытянута с юго-запада на северо-восток. Береговая линия относительно ровная. Нижняя половина берега заболочена.
Озеро Ркиз относится к бассейну реки Сенегал. Вода поступает через несколько ручьёв и уходит в реку через систему проток.

## Флора и фауна
На заболоченных берегах произрастают тростник и рогоз. В пойменной зоне произрастает ежовник пирамидальный.
Озеро Ркиз — место обитания множества птиц. В прибрежной зоне водятся змеи, обитает африканский узкорылый крокодил. В большом количестве распространены некрупные млекопитающие: капская бескоготная выдра, белогорлая выдра, водяной мангуст, лохматоволосая крыса, большая тростниковая крыса.

## Хозяйственное использование
Местные жители активно ловят рыбу и собирают тростник и рогоз для изготовления соломенных крыш. Часть воды используется для орошения сельскохозяйственных земель.